# 直江正彦
直江 正彦（なおえ まさひこ、1940年3月 - 2015年5月12日）は、日本の工学者。元東京工業大学教授。石川県出身。専門は電子・電気材料工学で、磁性薄膜デバイス・薄膜作製技術・垂直磁気記録方式が研究テーマであった。

## 経歴
- 1962年 金沢大学工学部電気工学科卒業。
- 1964年 東京工業大学大学院工学研究科電気工学専攻修士課程修了、東京工業大学助手。
- 1973年 工学博士（東京工業大学）。
- 1975年 東京工業大学助教授。
- 1986年 東京工業大学教授。
- 1999年 日本応用磁気学会会長（～2001年）。
- 2000年 東京工業大学名誉教授。
- 2015年 感染症により、東京都大田区の自宅で死去。

## 所属学会
- IEEE
- 電子情報通信学会
- 日本応用磁気学会

## 受賞
- 電気学会電気学術振興論文賞(1980)
- 第4回国際フェライト会議論文賞(1984)
- 第5回国際フェライト会議論文賞(1989)